# Карловка (станция)
Карловка — промежуточная железнодорожная станция на линии Полтава — Лозовая Южной железной дороги.
Находится в городе Карловка Карловского района Полтавской области Украины..

## История
В 1896 году станция была построена и открыта в местечке Карловка Карловской волости Константиноградского уезда Полтавской губернии Российской империи.
В ходе Великой Отечественной войны 1 сентября 1941 года Карловка была оккупирована наступавшими немецкими войсками, 20 сентября 1943 года освобождена в ходе наступления советских войск Степного фронта. В ходе войны станция пострадала, но в дальнейшем была восстановлена и возобновила работу.
В 1973 году станция была реконструирована, в 2011 году был отремонтирован железнодорожный вокзал.